# Carlo Gorio
Carlo Gorio (Borgo San Giacomo, 18 agosto 1839 – Borgo San Giacomo, 20 dicembre 1917) è stato un politico italiano.

## Biografia
Figlio di Giovanni Battista Gorio e Lucrezia Bono, nasce a Gabiano (oggi Borgo San Giacomo) il 18 agosto 1839 ed è quinto di nove fratelli. Laureatosi in legge, si dedica all'agricoltura, essendo suo padre un ricco proprietario terriero. Visse per tutta la vita fra Borgo San Giacomo e Ovanengo, frazione di Orzinuovi
Sostenitore delle idee liberali di Zanardelli, di cui è tra l'altro amico, è eletto deputato nel collegio di Verolanuova, il 27 novembre 1870 ed entra per la prima volta nella Camera dei deputati il 5 dicembre successivo. Inizia una lunga carriera politico-amministrativa, ricopre molte cariche provinciali e s'impone al mondo agricolo bresciano per le numerose iniziative di cui è autore per il recupero e il rilancio dell'economia agricola e per la creazione e l'applicazione di alcune leggi finanziarie e sanitarie del settore. A Brescia, infatti, svolge la funzione del Presidente dei Comizi Agrari (Associazione degli agricoltori di allora) dell'Associazione zootecnica, della Scuola Agraria "Pastori", come esecutore testamentario della volontà del fondatore omonimo, suo amico. È consigliere del comune di Brescia e Vicepresidente del consiglio provinciale, dal quale fa approvare il riordinamento del servizio veterinario.
La sua attività bresciana da agricoltore e membro di diversi collegi s'intreccia con quella di parlamentare; come deputato cura costantemente i problemi agricoli, secondo l'ideologia del partito d'appartenenza (Sinistra storica), ma seguendo indirizzi economici personalissimi in un consesso non molto incline ad interessarsi alla preoccupazione della gente dei campi. Vuole che anche da noi vengano introdotti i principi tecnici e le soluzioni finanziarie adottate in agricoltura dalla Germania e dall'Inghilterra, nazioni molto avanzate nel settore. Difende e applica per la propria azienda la prospettiva che può trovare il posto che le spetta nell'economia nazionale, se sa rinnovarsi con criteri di modernità, se esce dalle conduzioni ataviche, fisse e ripetitive e se si organizza secondo una visuale industriale. Secondo lui gli operatori agricoli devono introdurre il bilancio di previsione, compiere sforzi finanziari con soluzioni a medio e a lungo termine, applicare tecniche nuove di lavoro con l'introduzione delle macchine, della fertilizzazione del terreno con concimi in l'aggiunta di quelli stallatici ed in particolare con l'azoto atmosferico appena scoperto dalla chimica come additivo per il potenziamento della produzione cerealicola e foraggera; propone l'allargamento del patrimonio zootecnico, da sostenere con allevamenti selezionati dedotti da incroci di razze diverse, per rendere i soggetti più resistenti alle malattie ricorrenti, quali il carbonio e l'afta epizootica. Propone pure la difesa dei prodotti foraggeri ed arborei dalle malattie ed in particolare sostiene la diffusione della coltivazione del gelso per potenziare l'allevamento del baco da seta. Per attenuare in parte i gravami degli interessi per i finanziamenti agrari, con altri, partecipa alla fondazione del Credito Agrario Bresciano, istituto bancario creato apposta per favorire gli operatori agricoli.
In sede Parlamentare è membro del consiglio superiore della sanità e si occupa di polizia veterinaria; è membro del consiglio superiore delle acque e delle foreste al quale propone la legislazione sul riordinamento del suolo e sul potenziamento della silvicoltura specie appenninica. Al Senato svolge le relazioni sulle leggi relative al demanio forestale, alla bonifica dell'agro romano e alla tutela della produzione zootecnica.
Rimane in parlamento per 47 anni dal 1870 al 1917 fino al 1909 come deputato poi come Senatore di nomina regia fino al 1917 ed è uno dei più longevi di sempre. Successivamente divenne Vicepresidente della Camera dei deputati, capo gruppo del partito Sinistra storica in senato durante la XXIII Legislatura e Vicepresidente del Senato durante la sua ultima legislatura. È anche commissario della Cassa Depositi e Prestiti, membro della giunta generale del bilancio, commissario delle finanze, ed interviene sui bilanci dell'agricoltura, industria e commercio. Diviene Presidente del Consiglio Agrario Nazionale.
Dopo la sua morte, avvenuta il 20 dicembre 1917, vengono allestite in Parlamento delle solenni commemorazioni ufficiali.